# Pilcaya (Guerrero)
Pilcaya es una localidad del estado mexicano de Guerrero. Es la cabecera del municipio de Pilcaya.

## Toponimia
El nombre «Pilcaya» proviene de los términos en náhuatl: pilcac, campanario o lugar para colgar cosas; yac, locativo. Su significado es «lugar del campanario».

## Demografía
| Gráfica de evolución demográfica |
|                                  |

| Censo | Población |
| ----- | --------- |
| 1940  | 1 820     |
| 1950  | 1 868     |
| 1960  | 2 015     |
| 1970  | 2 256     |
| 1980  | 3 122     |
| 1990  | 3 599     |
| 2000  | 4 488     |
| 2010  | 5 270     |
| 2020  | 6 184     |